# Crow Sit on Blood Tree
Crow Sit on Blood Tree è il terzo album discografico in studio da solista del cantautore inglese Graham Coxon (chitarrista dei Blur), pubblicato nel 2001.

## Tracce
1. Empty Word – 5:36
2. I'm Goin' Away – 3:17
3. All Has Gone – 4:22
4. Burn It Down – 3:27
5. Too Uptight – 4:10
6. Big Bird – 5:11
7. Tired – 2:20
8. Hurt Prone – 4:15
9. Bonfires – 3:41
10. Thank God for the Rain – 3:58
11. You Never Will Be – 4:36
12. A Place for Grief – 5:32